# Diradops wangora
Diradops wangora là một loài tò vò trong họ Ichneumonidae.